# Gerónimo Abarca de Bolea y Portugal
Gerónimo Abarca de Bolea y Portugal († nach 1547 in Valladolid) war ein in der ersten Hälfte des 16. Jahrhunderts lebender aragonesischer Adliger und Historiker.
Abarca de Bolea, dessen Familie sich in das portugiesische Königshaus eingeheiratet hatte, zog sich aufgrund seiner angeschlagenen Gesundheit auf seine Güter in Cadrete zurück und schrieb auf Latein eine Geschichte des Königreichs Aragón. Er konnte sie allerdings nicht vollenden und sie wurde auch niemals veröffentlicht. Diese historische Darstellung war eine wichtige Quelle für Jeronimo Zurita, der insbesondere deren Zuverlässigkeit lobte und meinte, hätte Abarca sein Werk fertigstellen können, wäre eine weitere Bearbeitung dieses Themas nicht mehr notwendig gewesen. Abarca starb nach 1547 in Valladolid, wo er als aragonesischer Botschafter im spanischen Reichsteil Kaiser Karls V. residiert hatte.